# Александър Ковачев
Александър Димитров Ковачев е български политик, кмет на Русе.

## Биографични данни
Роден е на 22 март 1891 г. в Габрово. Завършва Априловската гимназия в града. След това учителства в селата Пиргово и Червена вода (1909 – 1911). Усилено изучава френски език и от есента на 1911 г. е студент по право в Швейцария. Тъй като университетът, където учи се намира в италиански кантон, бързо усвоява и италиански език. Следването му е с прекъсвания, поради участието му в Балканските войни и Първата световна война. За проявен героизъм е награден с орден за храброст.

## Кметски мандат
След промените на 9 септември 1944 г. е един от най-активните общественици в града. Това улеснява местните партийни лидери кой да замести на кметския пост преместения в София Стоил Машев. При кметуването си той потвърждава усилията на предшествениците си за подобряване на реда и дисциплината и да засили плановостта и ефективността в работата на общинските служби. В старанието си да постигне това кметът се увлича във взискателността си към чиновниците и по-нередовните е склонен да обвини в нелоялност към властта. Започва да се прилага политически подход при назначаването на общински служители. Този подход е следствие от действията на държавното и партийно ръководство на централно ниво през втората половина на 1947 г., когато е ликвидирана опозицията и нейния лидер Никола Петков. В края на годината се извършва и национализацията на предприятията и банките, приема се и новата конституция (4 декември 1947 г.). С указ на Великото народно събрание от 16 март 1948 г. е назначена нова (всъщност старата) временна управа на Градския народен съвет (ГНС) с председател А. Ковачев (така се нарича вече общината и кметът). Извършва се реорганизация на общинските служби и всички служители са преназначени. Обновената общинска управа се настанява на първия етаж в Съдебната палата.
Усилията са насочени към подобряване работата на общинските предприятия, чиято дейност се разширява след национализацията, тъй като общината започва да стопанисва някои малки предприятия – дараци, печатници, работилници, магазини и др.
Въпреки ограничените средства председателя отделя значително внимание на социалната сфера. Завършено е изграждането на две детски градини, а някои стари сгради са преустроени за детски домове и общежития за сираци. Усилено се изгражда новото училище „Иван Вазов“ и пристройки към училище „Христо Смирненски“ и гимназия „Баба Тонка“. Завършена и пусната в експлоатация е централната баня. Започва жилищното строителство района на стадион „Локомотив“ и Захарната фабрика.
По идея на кмета са създадени симфоничния оркестър и Русенската опера.
След изтичане на мандата му Александър Ковачев работи като съветник в Министерския съвет. После продължава адвокатската си практика и е избран за председател на Русенския адвокатски съвет. Умира на 12 юни 1972 г. в Русе.